# Pteronymia granica
Pteronymia granica är en fjärilsart som beskrevs av William Chapman Hewitson 1877. Pteronymia granica ingår i släktet Pteronymia och familjen praktfjärilar. Inga underarter finns listade.